# Peter Tägtgren
Alf Peter Tägtgren (ur. 3 czerwca 1970) – szwedzki muzyk, kompozytor, producent muzyczny i multiinstrumentalista. Tägtgren jest współzałożycielem, głównym kompozytorem, wokalistą oraz gitarzystą deathmetalowej grupy muzycznej Hypocrisy. Jest ponadto założycielem i jedynym członkiem industrial metalowego projektu Pain, w ramach którego komponuje, śpiewa oraz wykonuje wszystkie partie instrumentalne. W latach 2004–2005 był wokalistą zespołu Bloodbath. Od 2013 roku wraz z wokalistą zespołu Rammstein – Tillem Lindemannem współtworzył do 2020 zespół pod nazwą Lindemann. Jako muzyk koncertowy współpracował z grupami Malevolent Creation i Marduk. Peter Tägtgren współpracował ponadto z takimi grupami jak Lock Up, The Abyss, War, E-Type, Dimmu Borgir, Therion, Immortal, Children of Bodom, Skyfire, Sabaton.
Od 1994 roku prowadzi studio nagraniowe Abyss zlokalizowane w miejscowości Ludvika. Jego starszy brat Tommy Tägtgren również jest producentem muzycznym.

## Dyskografia
| Album                                   | Rok  | Uwagi                                                                        | Źródło |
| --------------------------------------- | ---- | ---------------------------------------------------------------------------- | ------ |
| The Abyss – The Other Side              | 1995 | perkusja, gitara basowa, śpiew, produkcja muzyczna                           | [ 9 ]  |
| Algaion – Vox Clamentis                 | 1996 | perkusja, inżynieria dźwięku, miksowanie                                     | [ 10 ] |
| The Abyss – Summon the Beast            | 1996 | perkusja, gitara basowa, produkcja muzyczna, miksowanie                      | [ 11 ] |
| War – Total War                         | 1997 | członek zespołu, perkusja, inżynieria dźwięku                                | [ 12 ] |
| Edge of Sanity – Infernal               | 1997 | realizacja nagrań, miksowanie, gitara                                        | [ 13 ] |
| Marduk – Live in Germania               | 1997 | sesyjnie gitara                                                              | [ 14 ] |
| Therion – A’arab Zaraq – Lucid Dreaming | 1997 | produkcja muzyczna, gitara                                                   | [ 15 ] |
| Lock Up – Pleasures Pave Sewers         | 1999 | członek zespołu, śpiew, inżynieria dźwięku                                   | [ 16 ] |
| Immortal – At the Heart of Winter       | 1999 | produkcja muzyczna, miksowanie, inżynieria dźwięku                           | [ 17 ] |
| Children of Bodom – Follow the Reaper   | 2000 | inżynieria dźwięku, produkcja muzyczna                                       | [ 18 ] |
| Destruction – The Antichrist            | 2001 | produkcja muzyczna, realizacja nagrań, śpiew                                 | [ 19 ] |
| Dark Funeral – Diabolis Interium        | 2001 | produkcja muzyczna                                                           | [ 20 ] |
| Bloodbath – Nightmares Made Flesh       | 2004 | członek zespołu, śpiew                                                       | [ 21 ] |
| Celtic Frost – Monotheist               | 2006 | produkcja muzyczna, realizacja nagrań, inżynieria dźwięku, miksowanie, śpiew | [ 22 ] |
| Belphegor – Blood Magick Necromance     | 2011 | produkcja muzyczna, miksowanie                                               | [ 23 ] |
| Sabaton – Carolus Rex                   | 2012 | produkcja muzyczna, realizacja nagrań, miksowanie, śpiew                     | [ 24 ] |
| Amorphis – Circle                       | 2013 | produkcja muzyczna, realizacja nagrań, miksowanie, inżynieria dźwięku        | [ 25 ] |